# Бонн, Франсуа
Франсуа́ Бонн (фр. François Bonne MEP, 25 марта 1855, Франция — 11 января 1912 года, Токио, Япония) — католический прелат, миссионер, архиепископ Токио с 15 сентября 1910 года по 11 января 1912 год, член миссионерской организации «Парижское общество заграничных миссий».

## Биография
20 сентября 1879 года Франсуа Бонн был рукоположён в священника, после чего был отправлен на миссию в Японию.
15 сентября 1910 года Римский папа Пий X назначил Франсуа Бонна архиепископом Токио. 1 мая 1911 года состоялось рукоположение Франсуа Бонна в епископа, которое совершил епископ Нагасаки Жюль-Альфонс Кузен в сослужении с епископом Хакодате Александром Берлио и викарием апостольского викариата Южной Маньчжурии и титиулярным епископом Зелы Мари-Феликсом Шуле.
Скончался 11 января 1912 года в Токио.